# Миотто, Анна Маргерита
Анна Маргерита Миотто (итал. Anna Margherita Miotto, родилась 16 января 1948 года в Сассари) — итальянский политик, секретарь Палаты депутатов Италии от Демократической партии.

## Биография
Получила высшее техническое образование, работала муниципальным чиновником. В 1990, 1995 и 2000 годах заседала в Региональном совете Венето: представляла Христианско-демократическую, Итальянскую народную партии, «Маргаритка» и «Список Каччьяри». В настоящее время состоит в Демократической партии Италии, заседает в Палате депутатов Италии с 29 апреля 2008 года. 24 февраля 2009 года по решению секретаря партии Дарио Франческини назначена Председателем отделения по региональным делам.
21 марта 2013 года Анна Маргерита Миотто назначена секретарём Палаты депутатов Италии. 4 мая 2015 года выступила против принятия нового избирательного закона «Италикум».